# Antoine Étex
Antoine Étex (Parigi, 20 marzo 1808 – Chaville, 14 luglio 1888) è stato uno scultore, pittore e architetto francese.

## Biografia
Étex fu allievo di James Pradier (1790-1852). Nel 1833 Adolphe Thiers gli commissiona due rilievi dell'Arco di Trionfo di Parigi.

## Opere
Opere maggiori di Antoine Étex:
- 1833-1836: La resistenza del 1814, Arco di Trionfo di Parigi;
- 1833-1836: La pace del 1815, Arco di Trionfo di Parigi;
- 1844: Statua di San Luigi, Place de la Nation a Parigi.

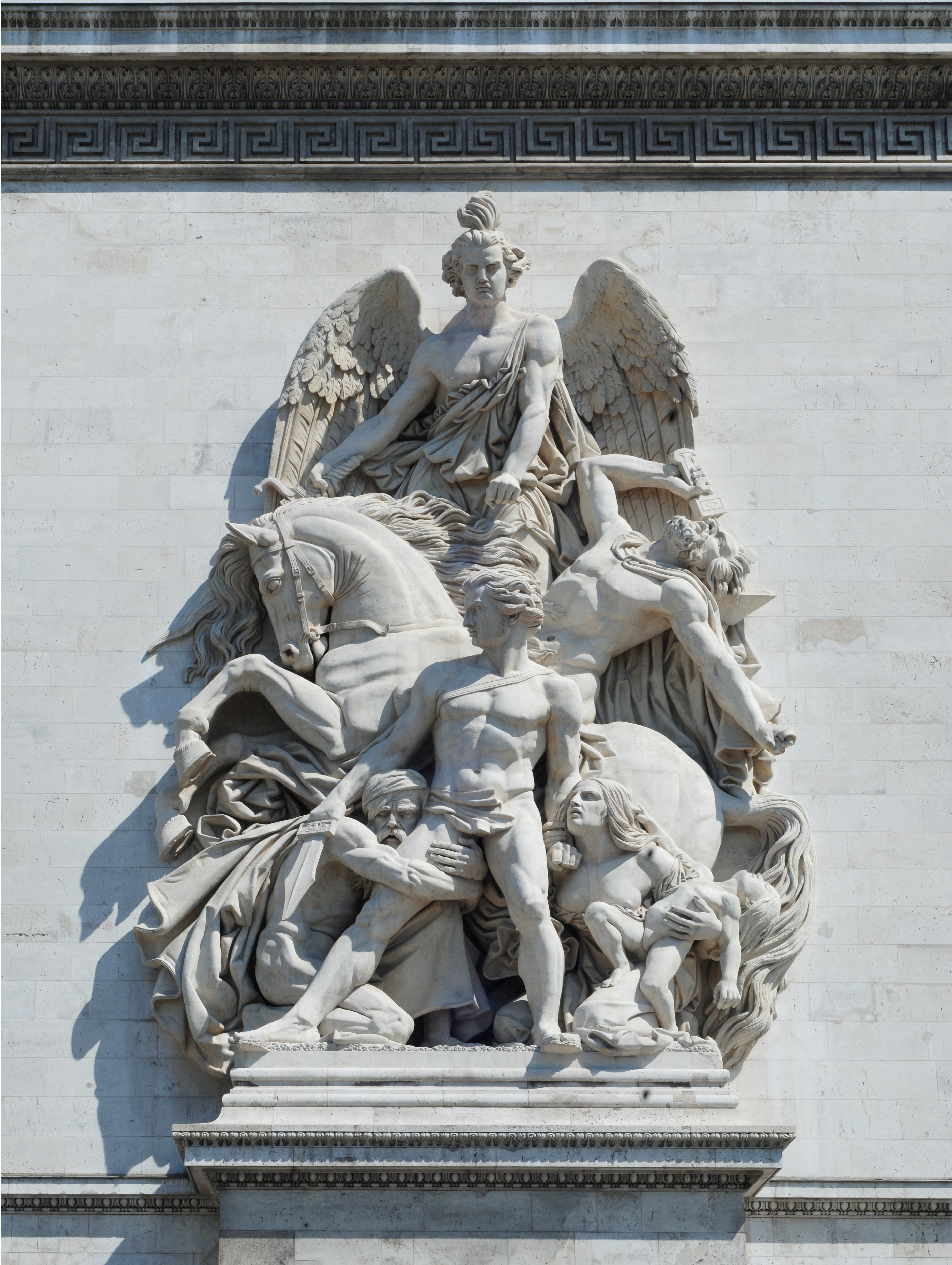
La resistenza del 1814, Arco di Trionfo di Parigi, 1833-1836
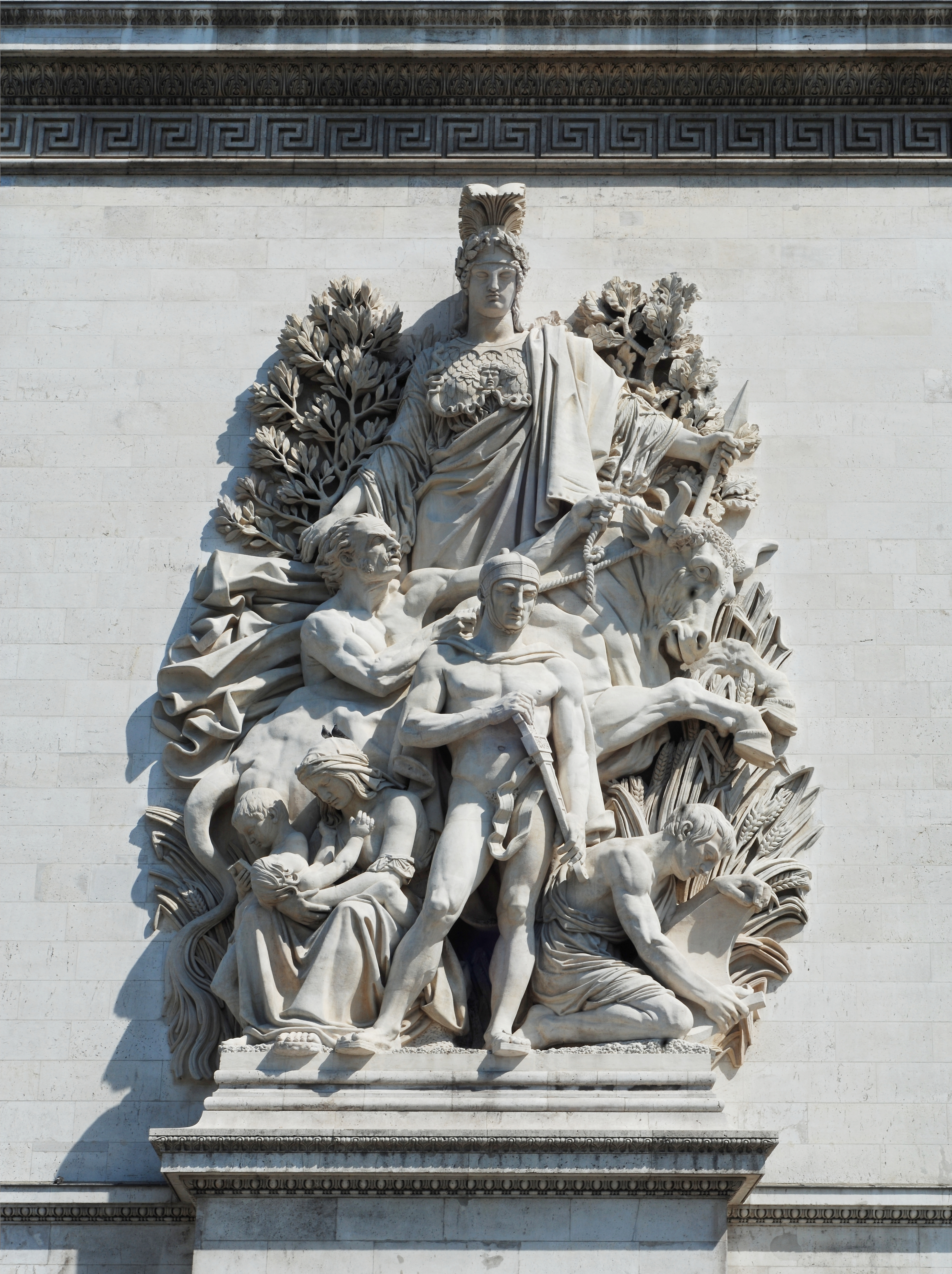
La pace del 1815, Arco di Trionfo di Parigi, 1833-1836
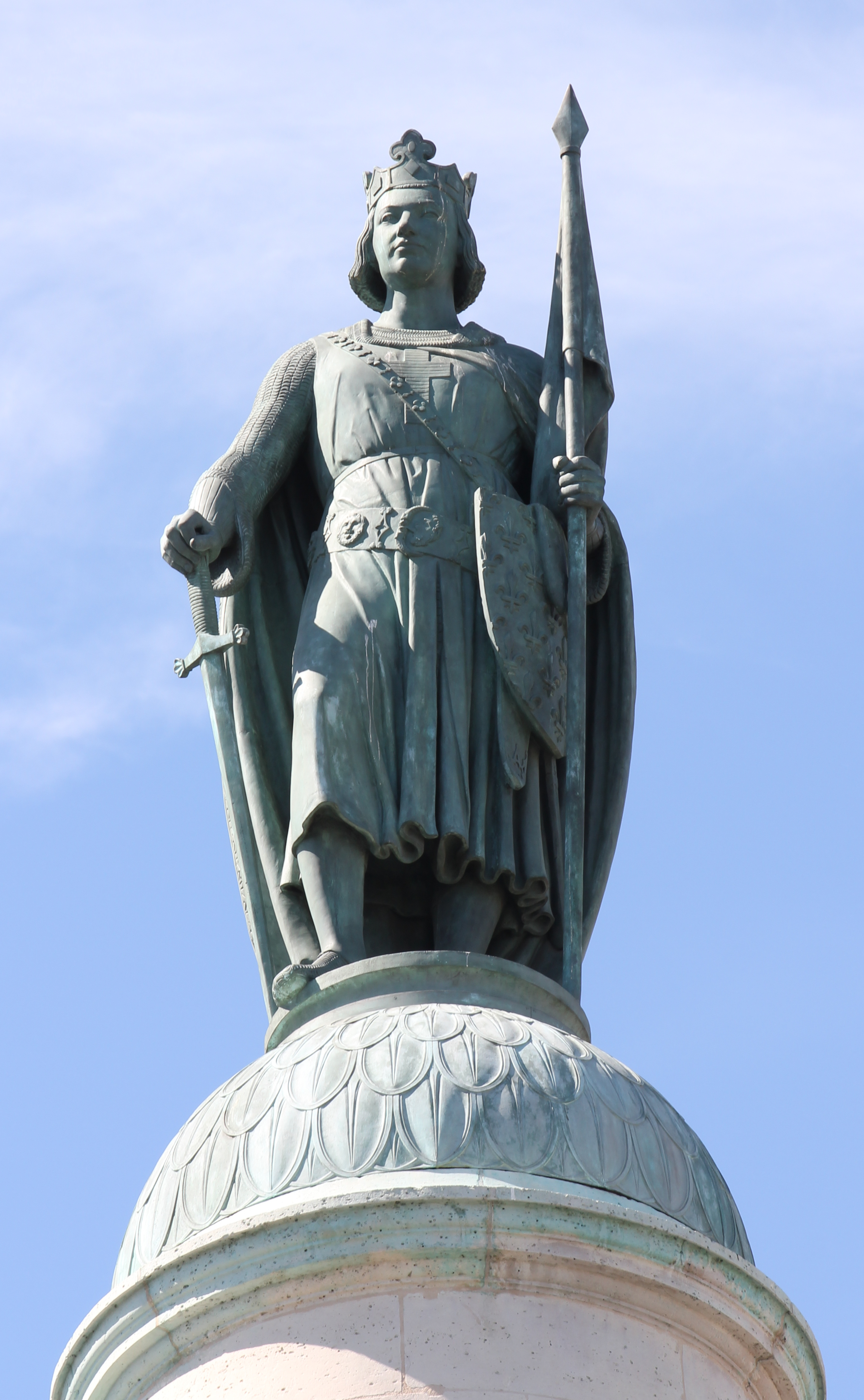
Statua di San Luigi, Place de la Nation a Parigi, 1844